# Иверсен, Расмус Бириэль
Расмус Бириэль Иверсен (дат. Rasmus Byriel Iversen; род. 16 сентября 1997, Хадерслев, Дания) — датский профессиональный шоссейный велогонщик, выступающий за команду мирового тура «Lotto Soudal».

## Достижения
2014
5-й Кюрне — Брюссель — Кюрне (юниоры)
2015
5-й Кюрне — Брюссель — Кюрне (юниоры)
2018
1-й Grand Prix de la ville de Pontedera U23
1-й Cronometro di Città di Castello
1-й Coppa Ardigò U23
1-й Trophée Learco Guerra
1-й Trophée de la ville de Conegliano U23
1-й Coppa d'Inverno
2-й Gran Premio della Possenta U23
2-й Vicence—Bionde U23
3-й Medaglia d'Oro Frare De Nardi U23